# Eugène Pagézy
Pour les articles homonymes, voir Pagézy.
Jules Émile Eugène Pagézy, né le 19 septembre 1876 à Montpellier (Hérault) et mort à Montpellier, le 15 février 1939, est un officier français. Il est connu comme pionnier de l'artillerie anti-aérienne durant la Première Guerre mondiale.

## Biographie
Il est inhumé au cimetière protestant de Montpellier.

### Famille
Il est issu d'une famille de notables protestants. Son frère Jacques Pagézy, est général, rappelé à l'activité en 1939 pendant la Seconde Guerre mondiale. Son fils, Marc Pagézy, est résistant et fusillé en 1944.

## Distinctions
- Chevalier de la Légion d'honneur le 11 janvier 1916[2] et mort à Montpellier, le 15 février 1939(décret du 11 janvier 1916)[6] ;
- Officier de la Légion d'honneur le 16 juin 1920[2] (décret du 4 février 1921)[6] ;
- Commandeur de la Légion d'honneur le 29 décembre 1932[2],[6]. Il est alors général de division, commandant la 31e division d'infanterie. La distinction lui est remise le 28 janvier 1933 par le général de division Oudry, commandant le 16e corps d'armée.
- Grand-officier de la Légion d'honneur le 30 juin 1938[2],[6]. Il est alors général de division au Ministère de l'Air. La distinction lui est remise dans l'intimité, sans prise d'armes, à laquelle son état de santé ne lui permet pas de participer[6], le 18 août 1938 par son frère le général Eugène Henri Jacques Pagézy.
- Croix de guerre 1914-1918 avec deux citations à l'ordre de l'armée, le 1er novembre 1914 et le 13 août 1919[2] ;
- Médaille commémorative de la guerre 1914-1918[2] ;
- Médaille commémorative de la Victoire[2] ;
- Chevalier de l’Ordre de Léopold de Belgique[2] ;
- Distinguished Service Order britannique[2] ;
- Army Distinguished Service Medal américaine[2].